# 鹤庆风毛菊
鹤庆风毛菊（学名：Saussurea lampsanifolia），为菊科风毛菊属下的一个植物种。